# 山河社稷图
《山河社稷图》是台湾漫画家月藏创作的作品，改編动画于2018年10月25日首播。讲述主角大伟在仙术世界学习法术，曾获得2013年Nextidea腾讯互动娱乐原创动漫大奖和2013年第九届中国国际动漫节“金猴奖”。而山河社稷图本身是女娲创造的一个没有仙术的世界。
山河社稷图本身则是小说《封神演义》里女娲的法宝，被授于杨戬来收伏梅山七怪的袁洪。第九十二回原文：“杨戬哪吒收七怪记载：女娲曰：“你虽是玉泉山金霞洞玉鼎真人门徒，善会八九变化，不能降伏此怪。吾将此宝授你，可以收伏此恶怪也。”杨戬叩首拜谢，女娲娘娘自回宫去了。杨戬将此宝展开看时，心中甚是欢喜，此宝乃“山河社稷图”。杨戬一一依法行之，悬于一大树上。”

## 人物
大伟
二郎
赞布
小玉